# Як-2

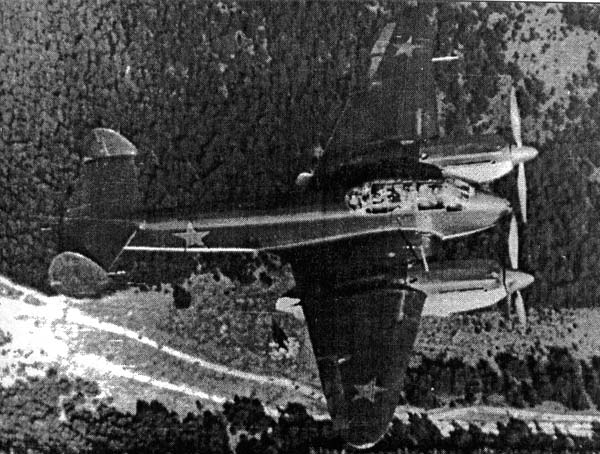
Серийный Як-2 в полёте

Як-2 (ББ-22) — «ближний бомбардировщик», советский двухмоторный легкий самолет-бомбардировщик ближнего действия и разведчик-бомбардировщик.

## История создания[3]
До 1938 года ОКБ А.С. Яковлева специализировались на проектировании самолётов легкомоторного типа, но в связи с приближением возможной войны ОКБ получило задание на разработку двухмоторного военного самолёта, который должен иметь максимальную скорость, возможную по тем временам. Самолёт планировали изготавливать в трёх вариантах: истребитель, разведчик, ближний бомбардировщик.
Истребительный вариант планировалось вооружить двумя автоматическими пушками ШВАК и тремя авиационными пулемётами ШКАС. При этом пушки располагались под фюзеляжем, а два из трёх пулемётов — в развале цилиндров двигателей. Эта модификация получила индекс И-29.
Опытный образец самолёта был испытан в январе 1939 года и показал отличную скорость в 572 км/ч, но так как на испытаниях самолёт был представлен без вооружения, было принято решение о переходе к концепции скоростного бомбардировщика ближнего действия под индексом ближний бомбардировщик ББ-22 или Як-2. 
Во втором экземпляре перекомпоновали фюзеляж с целью увеличения ёмкости бомбоотсека, но это привело к ухудшению устойчивости и в фюзеляже не осталось места для бензобаков, что привело к уменьшению дальности полёта. К тому же максимальная скорость упала до 480 км/ч. Несмотря на это самолёт приняли на вооружение и запустили в серийное производство. Всего в 1940 году было выпущено 111 единиц. Государственный план на 1941 год предусматривал выпуск 1300 двухмоторных бомбардировщиков Яковлева. 
Для улучшения ЛТХ машину оснастили новыми двигателями М-105 мощностью по 1050 л. с. Машины с этими моторами получили наименования Як-4. Скорость возросла до 530 км/ч.
- Заказ на заводе № 1 (директор: Воронин П. А.) составил 242 машины. Изготовлено: 81.
- Заказ на заводе № 81 (директор: Климовицкий Н. В.) — 300 машин. Изготовлено: 30[1].

В серии ближний бомбардировщик Як-2 оказался неудачным самолётом. Серийные самолёты не показывали высокую скорость как опытный экземпляр. Масса бомбовой нагрузки была слишком мала для двухмоторной машины. В итоге, производство самолёта было ограничено, а боевое применение непродолжительно.
Истребительный вариант, построенный во второй половине 1940 года по тем же причинам лишился трёх пулемётов. Остались только две пушки ШВАК. В декабре 1940 года опытный истребитель И-29 впервые поднялся в воздух. Однако проблемы с силовой установкой надолго затормозили испытания прототипа. А с началом Второй мировой войны программу и вовсе свернули в пользу более перспективного одномоторного истребителя Як-1.

## Конструкция[5]
Як-2 моноплан с низкорасположенным крылом, двухкилевым оперением и убирающимся шасси.
- Фюзеляж — смешанной конструкции. Технологически фюзеляж расчленён на три части: носовая, средняя и хвостовая. Носовая часть ферменная, сварная из стальных труб, обшивка фанера. Средняя часть целиком деревянная и составляет единое целое с крылом. Хвостовая часть — ферменная конструкция, обшивка полотно. Кабина пилота с фонарём смонтирована на передней ферме фюзеляжа. Кабина штурмана расположена в средней части.
- Крыло — свободнонесущее, двухлонжеронное, деревянной конструкции, обшивка бакелитовая фанера. Механизация крыла: элероны и посадочные щитки. Элероны — каркас из дюралюминия, обшивка полотно. Посадочные щитки клёпанные, дюралюминиевые. Щитки отклоняются при посадке на 50 градусов. На крыле установлены мотогондолы для двух двигателей.
- Хвостовое оперение — двухкилевое. Стабилизатор и киль деревянной конструкции. Рули высоты и руль направления — каркас дюралюминиевый, обшивка полотняная. Двухкилевая схема самолёта выбрана для увеличения зоны обстрела задней полусферы.
- Шасси — трёхопорное с убирающимися стойками с хвостовым колесом. Уборка и выпуск шасси производится от гидросистемы. Аварийный выпуск шасси производится от пневмосистемы. Колёса шасси снабжены пневматическими тормозами. Заднее колесо в полёте не убирается.
- Силовая установка — два поршневых, четырёхтактных, двенадцатицилиндровых двигателя М-103 жидкостного охлаждения, мощностью 960 л. с. каждый. Топливо размещено в шести баках — четыре в крыле, между лонжеронами и два в фюзеляже , за кабиной пилота. Каждый двигатель имеет свою маслосистему, расположенную в мотогондоле, в нижней части мотогондолы расположен маслорадиатор. Запуск двигателя производится от сжатого воздуха.

## Тактико-технические характеристики
Приведённые ниже характеристики соответствуют серийному Як-2:

### Технические характеристики
- Экипаж: 2—3 человека
- Длина: 9,34 м
- Размах крыла: 14 м
- Площадь крыла: 29,4 м²
- Масса пустого: 4000 кг
- Масса снаряжённого: 5380 кг
- Двигатели: 2 × М-103 V-12 жидкостного охлаждения
- Мощность: 2 × 960 л. с. (716 кВт)

### Лётные характеристики
- Максимальная скорость:
  - на высоте 5000 м: 515 км/ч
  - у земли: 439 км/ч
- Практическая дальность: 800 км
- Практический потолок: 8900 м
- Скороподъёмность: 10,83 м/сек.
- Время набора высоты: 5000 м за 7,7 минуты
- Нагрузка на крыло: 183 кг/м²
- Тяговооружённость: 270 Вт/кг

### Вооружение
- Пулемётное: 1 × 7,62 мм пулемёт ШКАС
- Бомбовая нагрузка: 900 кг

## Боевое применение
Самолёт успешно применялся во время Великой Отечественной войны. Так, лётчиками 207-го дальнебомбардировочного авиационного полка 42-й дальнебомбардировочной авиационной дивизии в конце июня 1941 года в короткие сроки освоили случайным образом попавшие на аэродром самолёты ББ-22. Экипажи на этих самолётах успешно выполняли бомбардировку скопления войск противника на дорогах и в районе переправ, был подорван наплавной мост через Березину.
Большая часть Як-2 была потеряна в первые месяцы войны. Начальник разведывательного отдела ВВС Западного фронта оценил Як-2 как совершенно непригодный для ведения разведки.